# Pinacoteca José Barata de Castilho

A Pinacoteca José Barata de Castilho foi instalada no Solar dos Cardosos Albicastrenses, em Castelo Branco,  

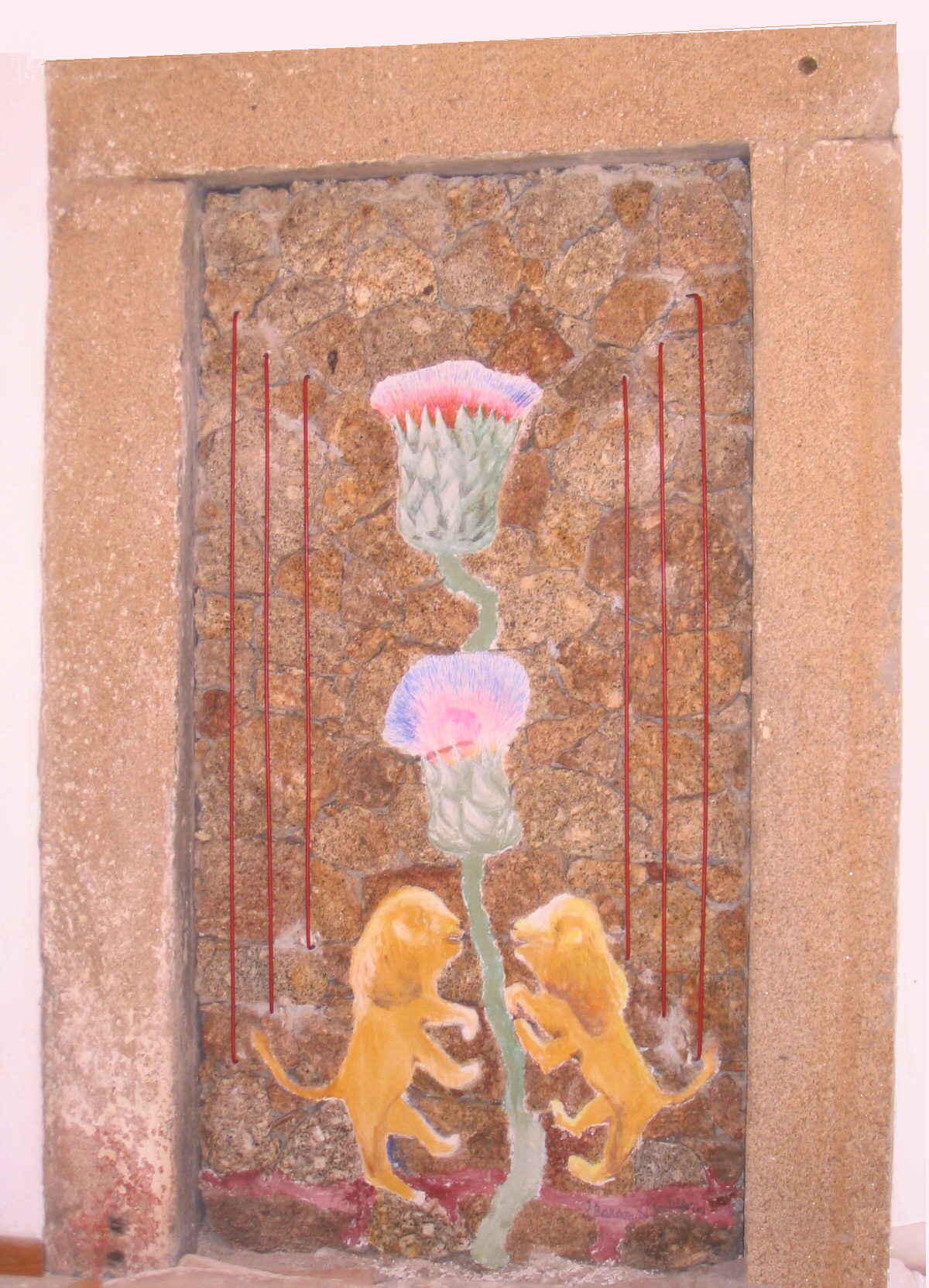
Pinacoteca José Barata de Castilho, fresco sobre granito

 e acolhe obras de vários pintores, portugueses e estrangeiros. 

## Inauguração e acervo de pinturas
Foi inaugurada em Abril de 2013 e contém um acervo com mais de 200 pinturas. Os quadros são da autoria de José Barata de Castilho e de artistas seus convidados, com quem colaborou, portugueses (Cruzeiro Seixas,  Nadir Afonso, Miguel Barbosa e outros), bem como estrangeiros (James R. Graves, Carlota Cuesta, António Casares Palma e outros). 

## Vistas de interiores e visitas
A RTP1 emitiu uma reportagem sobre a pinacoteca após a inauguração, cujo vídeo mostra interiores do solar com pinturas e contém informação. A pinacoteca é visitável gratuitamente após agendamento.

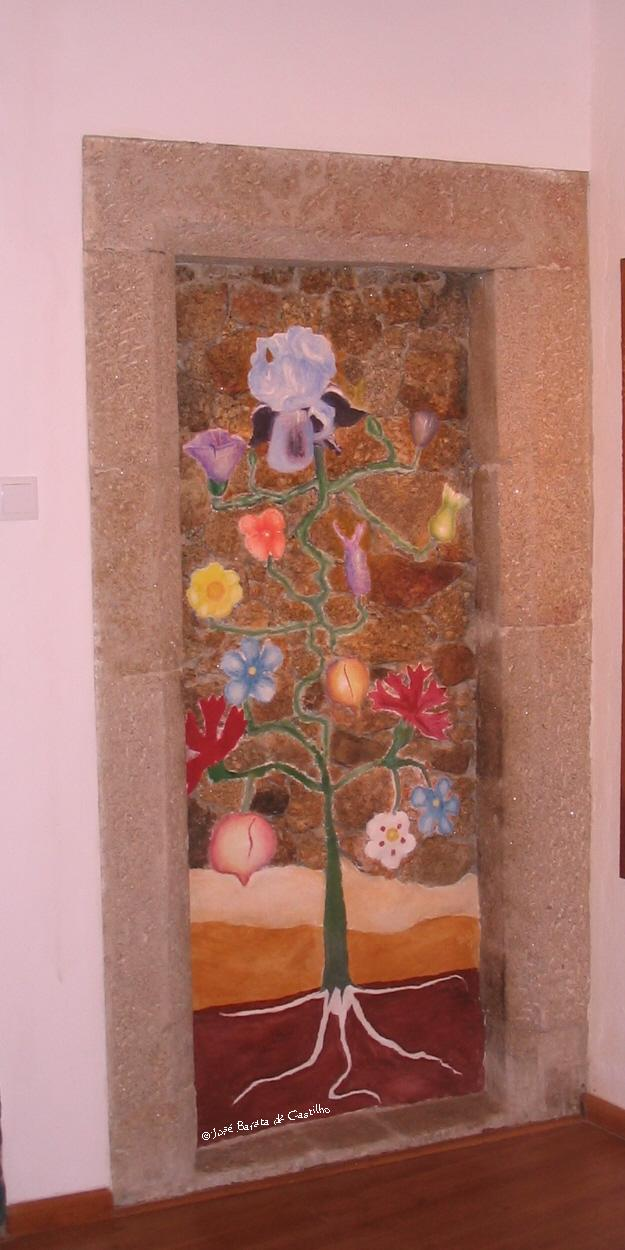
Porta quinhentista selada, descoberta no restauro, com fresco pintado
sobre granito por José Barata de Castilho

O Albicastrense, publicou um texto sobre a pinacoteca, com fotografias de interiores e pinturas. 